# Tötung von Daunte Wright

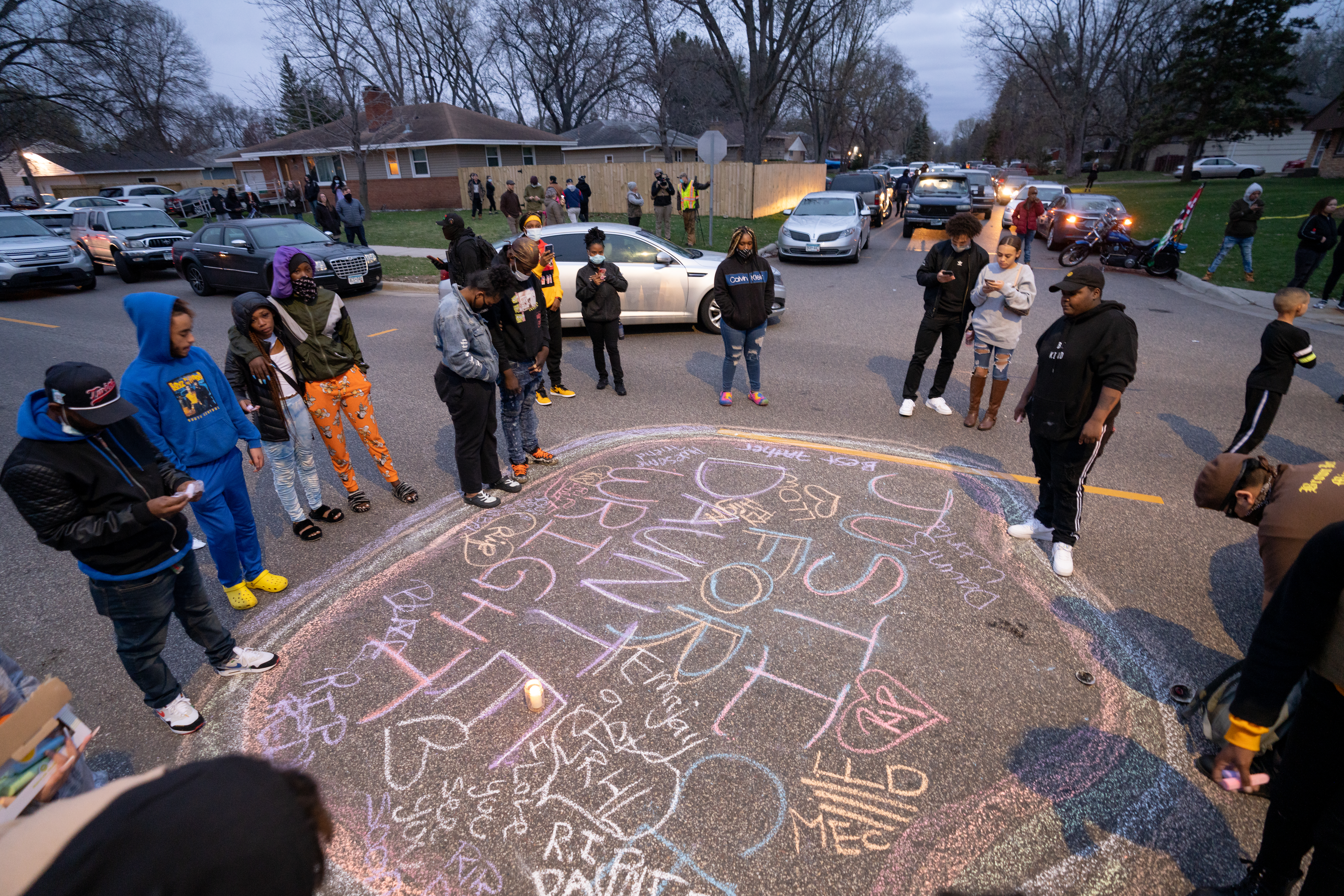
Versammlung an der Stelle der Tötung Daunte Wrights am 11. April 2021

Der 20-jährige Afroamerikaner Daunte Demetrius Wright wurde am 11. April 2021 in Brooklyn Center, einem Ort in der Metropolregion Minneapolis–Saint Paul, bei einer Kontrolle von der Polizeibeamtin Kimberly Ann Potter erschossen.

## Hergang
Am Sonntag, den 11. April 2021, gegen 14 Uhr Ortszeit (UTC−6) hielt eine Polizeistreife den Wagen von Wright an, weil eine Prüfplakette abgelaufen war. Bei der anschließenden Überprüfung stellten die Polizisten fest, dass gegen Wright seit 2. April 2021 ein Haftbefehl vorlag, weil er zu einem Gerichtstermin nicht erschienen war. Ihm wurden im Juni 2020 unerlaubter Besitz einer Schusswaffe und Flucht vor Polizeibeamten vorgeworfen. Auf dem Bodycam-Video der Beamtin ist zu sehen, dass Wright zunächst aus dem Auto aussteigt. Als sie ihm – wie in solchen Fällen üblich – Handschellen anlegen wollen, reißt er sich jedoch von den Beamten los und steigt wieder in seinen Wagen. Daraufhin ruft die Beamtin aus: „Taser! Taser! Taser!“, weil sie ihn mit einem Taser stoppen wollte. Sie griff aber stattdessen nach ihrer Dienstwaffe, einer Glock 9 mm, mit der sie einen Schuss abgab. Anschließend rief sie: „Holy shit…! I shot him!“ (dt.: Heilige Scheiße ...! Ich habe auf ihn geschossen!) Wright fuhr danach noch eine kurze Strecke mit dem Auto, das gegen ein anderes Fahrzeug sowie einen Betonblock  prallte.
Unmittelbar vor dem Vorfall telefonierte Wright mit seiner Mutter und bat sie um Informationen zu seiner Autoversicherung. Nachdem er auf Bitten der Polizei aufgelegt hatte, rief die Mutter ihn etwas später zurück. Über Facetime sagte ihr die im Auto sitzende Freundin Wrights, er sei erschossen worden, und zeigte ihr den nicht antwortenden, bewegungslosen Wright. Die Gerichtsmedizin in Hennepin County stellte fest, dass Wright durch einen einzelnen Schuss in die Brust getötet wurde, und stufte den Tod als homicide (Tötungsdelikt) ein.

## Beteiligte Personen
Daunte Wright war Vater eines zwei Jahre alten Sohns. Er hatte verschiedene Schulen besucht, darunter die Edison High School in Minneapolis, wo auch die Freundin von George Floyd ihn unterrichtete. Angehörige beider Familien traten gemeinsam mit Wrights und Floyds Anwalt auf einer Pressekonferenz auf und versicherten sich gegenseitige Unterstützung.
Kimberly Ann Potter ist eine 48 Jahre alte weiße Polizeibeamtin, die 1995 in den Dienst der Polizei von Brooklyn Center eintrat. Sie fuhr Streife mit dem Polizisten Anthony Luckey, den sie ausbildete.

## Folgen

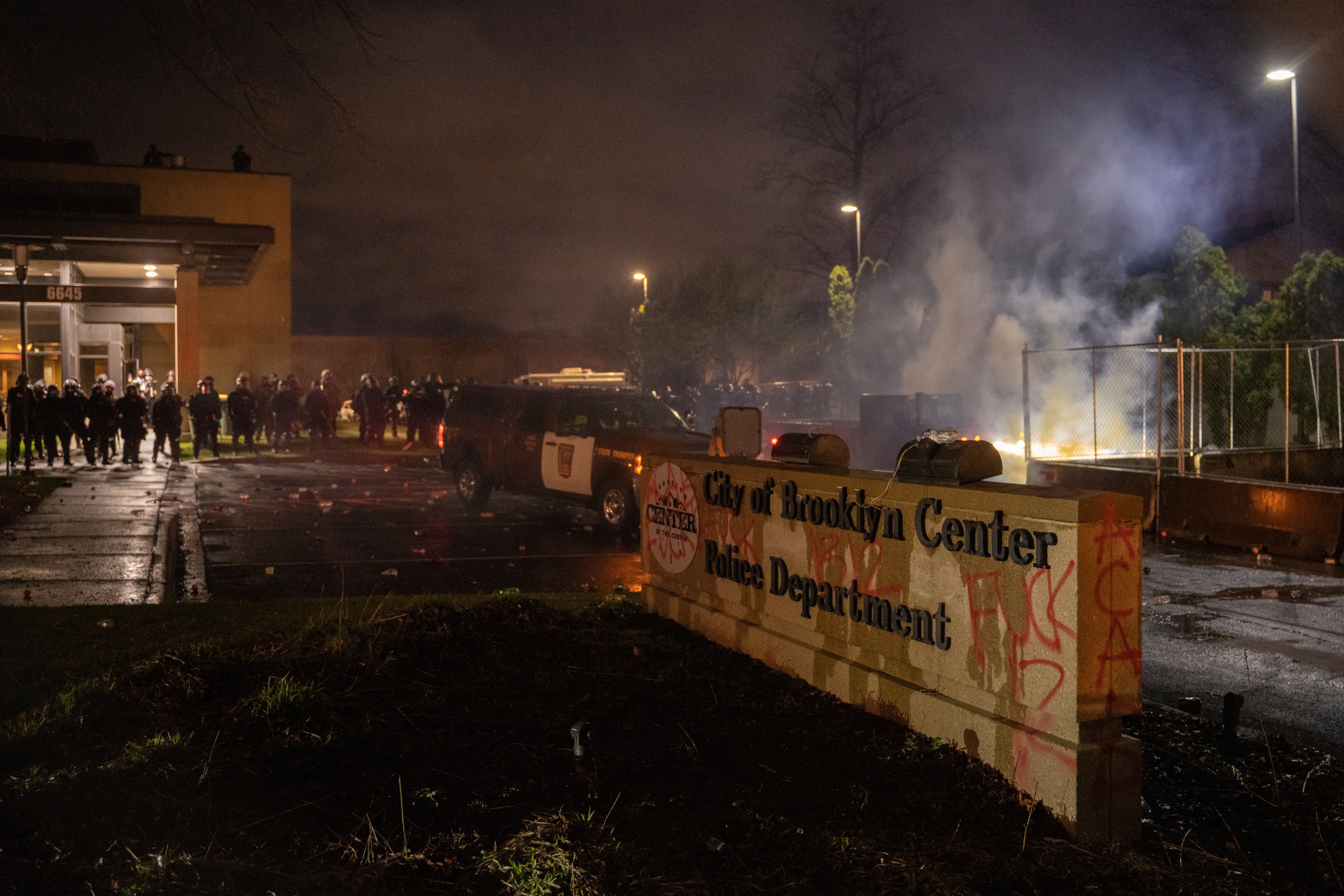
Die Polizeizentrale von Brooklyn Center in der Nacht vom 12. April 2021

Am selben Nachmittag versammelte sich eine Menschenmenge am Ort des Geschehens. Die Mutter Wrights gab in einer kurzen Ansprache der Polizei die Schuld an seinem Tod. Bereits in der Nacht zum Montag demonstrierten mehrere hundert Personen vor der Zentrale der Polizei von Brooklyn Center. Die Polizei benutzte Tränengas und Gummigeschosse, um die Menge zu zerstreuen. In derselben Nacht kam es zu massiven Ausschreitungen und Plünderungen von Geschäften wie Walmart oder Foot Locker, die sich von Brooklyn Center nach Minneapolis ausbreiteten. Der Bürgermeister von Brooklyn Center verhängte eine nächtliche Ausgangssperre und bat die Nationalgarde um Hilfe. Bei einer Schießerei im Laufe der Unruhen im Süden von Minneapolis kamen zwei Menschen ums Leben.
Der Polizeichef von Brooklyn Center, Tim Gannon, bewertete die Abgabe des Schusses zunächst als einen Unfall. Am Dienstag nach dem Geschehen erklärte er seinen Rücktritt, auch Kim Potter erklärte ihren Austritt aus dem Polizeidienst. Der Gouverneur von Minnesota, Tim Walz, verhängte für die Nacht zum Dienstag eine Ausgangssperre über vier nahegelegene Counties. Die Eltern Wrights riefen zu friedlichen Protesten auf.
Am Dienstag nach der Tat wurde Kim Potter wegen Tötung ohne Vorsatz angeklagt, ein Delikt, das in Minnesota mit bis zu zehn Jahren Haft bestraft werden kann. Bei der Untersuchung ihrer Uniform stellte das Bureau of Criminal Apprehension (BCA) fest, dass entsprechend der Dienstvorschrift das Holster des Tasers links und das der Pistole rechts getragen wurden. Gegen die Stellung einer Kaution von 100.000 $ wurde sie auf freien Fuß gesetzt. Am 2. September 2021 wurde die Anklage auf Totschlag (Intentional Manslaughter) erweitert. Am 23. Dezember 2021 wurde sie des Totschlags schuldig gesprochen. Am 18. Februar 2022 wurde das Strafmaß auf zwei Jahre Freiheitsstrafe festgelegt, wovon acht Monate zur Bewährung ausgesetzt wurden.

## Reaktionen
Am folgenden Montag rief Präsident Biden zu Ruhe und Frieden auf. Er erklärte, friedliche Proteste seien verständlich, die Wut, der Schmerz und die Verletzungen rechtfertigten aber keine Gewalt. Vizepräsidentin Kamala Harris sagte, dass Wright „am Leben sein sollte“. Die Nation, Präsident Biden und sie fühlten mit den Angehörigen. Gleichzeitig wisse sie, dass weiterhin Menschen sterben würden, wenn die Politik das Problem rassistisch bedingter Ungleichheiten, von impliziter Voreingenommenheit bis hin zu funktionsunfähigen Systemen, nicht angehe.
Ex-Präsident Barack Obama und seine Frau Michelle sagten, sie fühlten den Schmerz, den schwarze Mütter, Väter und Kinder nach dieser sinnlosen Tragödie spürten. Die Obamas wiesen wie andere Beobachter und Aktivisten auf die schon existierende Spannung  durch den Beginn des Gerichtsverfahrens gegen Derek Chauvin, einen an der Tötung George Floyds beteiligten Polizisten, hin.
In Minnesota und anderen Bundesstaaten der USA hielten die Proteste mehrere Tage lang an.